# Erlend Hanstveit
Erlend Hanstveit est un joueur de football norvégien né le 28 janvier 1981 à Bergen (Norvège).

## Biographie
Après avoir débuté à Osterøy IL, Erlend Hanstveit est recruté fin 1998 par le SK Brann de Bergen. Il évolue d'abord au milieu du terrain, mais à partir de 2001, il devient arrière gauche. 
Le 28 janvier 2004, le jour de son anniversaire, Hanstveit fait ses débuts en équipe de Norvège, dans un match amical contre Singapour (victoire norvégienne, 5-2).
Pilier de l'équipe de Brann Bergen, il joue 202 matches et marque 8 buts en près de onze saisons de championnat. Il est finaliste de la Coupe de Norvège en 1999, remporte ce trophée en 2004 et devient champion de Norvège en 2007. De 2004 à 2008, il est vice-capitaine de son équipe.
Il signe le 16 janvier 2009 au AA Gent.

## Palmarès
- Champion de Norvège en 2007 avec le SK Brann
- Vice-Champion de Norvège en 2006 avec le SK Brann
- Vainqueur de la Coupe de Norvège en 2004 avec le SK Brann
- Finaliste de la Coupe de Norvège en 1999 avec le SK Brann
- Coupe de Belgique 2010 avec La Gantoise.
- Champion de Suède 2011 avec le Helsingborgs IF.